# Якутська революція
Якутська революція — події, що відбувалися в Якутії у 1918 році, що характеризувалися проголошенням незалежності регіону від Російської республіки, а пізніше встановленням контролю над ним більшовиками.

## Сили сторін
Внаслідок революційних подій на Якутію був відправлений більшовицький загін на чолі з А. С. Ридзінським. Загін налічував 400 осіб. Якутські оборонні загони на чолі з П. А. Бондалетовим налічували 300 осіб.

## Хід подій
У жовтні 1917 року в Петрограді відбулася переворот, в результаті чого Тимчасовий уряд було повалено, а Установчі збори розпущено. Після цього у Якутії в лютому 1918 року антибільшовицькими силами була сформована Якутська обласна рада. Її очолювали В. В. Попов та П. А. Бондалетов. Згодом урядом регіону була проголошена незалежність Якутії. У відповідь на це у березні 1918 року Центральний виконавчий комітет Рад Сибіру відправив у Якутію загін більшовиків на чолі з А. С. Ридзінським. Тим часом у Якутську створили військовий загін на чолі з капітаном П. А. Бондалетовим. У червні загін Ридзінского увійшов в межі Якутської області і зайняв місто Олекминськ. 30 червня (за старим стилем) загін Ридзінского зайняв село Табаго, завдяки чому став можливим наступ на Якутськ з трьох сторін.
Битва за місто почалася 30 червня 1918 року. Загони Червоної армії швидко захопили в'язницю і скарбницю. Оборонцям міста вдалося затримали більшовицький наступ біля Преображенської церкви. Проте більшовикам Ридзінського вдалося подолати оборону. До ранку 1 липня місто було повністю захоплене більшовиками. На територію Якутії поширилася влада Тимчасового Сибірського уряду.